# Art Walker
Art Walker, właśc. Arthur Franklin Walker, Jr. (ur. 9 września 1941 w Columbus) – amerykański lekkoatleta, trójskoczek, dwukrotny olimpijczyk.
Wystąpił na uniwersjadzie w 1965 w Budapeszcie, gdzie zajął 5. miejsce w trójskoku
Zajął 4. miejsce w finale trójskoku na igrzyskach olimpijskich w 1968 w Meksyku. Uzyskał wówczas odległość 17,12 m, ale przy wietrze w plecy wiejącym z siłą 2,5 metra na sekundę (dopuszczalna siła wiatru wynosi 2 m/s). Na kolejnych igrzyskach olimpijskich w 1972 w Monachium odpadł w kwalifikacjach.
Był mistrzem Stanów Zjednoczonych (AAU) w trójskoku w 1965, 1966 i 1977 oraz wicemistrzem w 1967 i 1972. Był także halowym mistrzem USA w 1968.
trzykrotnie poprawiał rekord USA w trójskoku do wyniku 16,82 m,uzyskanego 30 czerwca 1968 w Los Angeles. Był to najlepszy wynik w jego karierze.